# Helikoni közösség

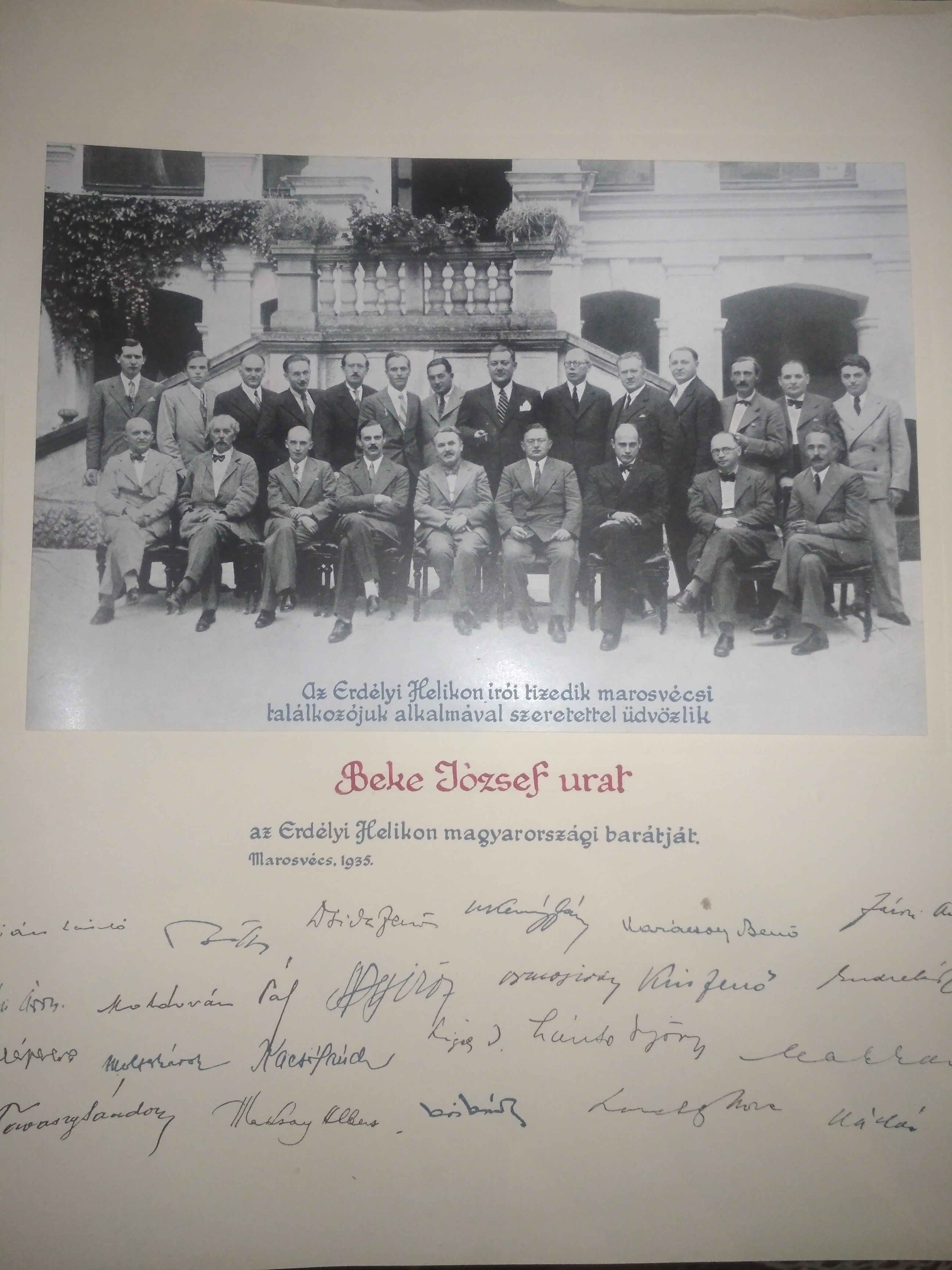
A Helikoni közösség tizedik találkozója

Helikoni közösség néven ismert az erdélyi magyar írók és költők szabad íróközössége, amelynek fóruma az 1926 és 1944 között évente egyszer Kemény János névre szóló meghívására összeülő marosvécsi találkozó volt.

## Története
Az első ülésen 1926 júliusában megtárgyalták az erdélyi irodalmi élet helyzetét s írói munkaközösség alapítását határozták el Helikon néven. Nevezték magukat szabad munkaközösségnek, gyakorta szabad írói parlamentnek, mert a csoport nem törekedett az erdélyi magyar írók összességének képviseletére, nem volt szabályos egyesület vagy a hatóság által bejegyzett társaság, ún. jogi személy, jóváhagyott alapszabályokkal, tisztikarral.
Alakulásakor Kemény János 28 írónak küldött meghívást, megszűnésekor, 1944 őszén 55-en vallották magukat helikonistáknak. Alapító tagok: Áprily Lajos, Bánffy Miklós, Bárd Oszkár, Bartalis János, Berde Mária, Endre Károly, Gulácsy Irén, Gyallay Domokos, Hunyady Sándor, Kacsó Sándor, Kádár Imre, Kemény János, Kós Károly, Kovács Dezső, Kuncz Aladár, Ligeti Ernő, Makkai Sándor, Molter Károly, Nagy Dániel, Nyirő József, Olosz Lajos, Reményik Sándor, Sipos Domokos, Szabó Mária, Szentimrei Jenő, Szombati-Szabó István, Tabéry Géza, Tamási Áron, Tompa László.
A későbbiekben a helikoni közösség tagja lett Asztalos István, Balázs Ferenc, Császár Károly, Dsida Jenő, Finta Zoltán, Gagyi László, Járosi Andor, Jékely Zoltán, Karácsony Benő, Kiss Jenő, Kovács László, Lakatos Imre, Makkai Sándor, Markovits Rodion, Maksay Albert, Moldován Pál, Ormos Iván, Pakots Károly, Szabédi László, Szántó György, Szemlér Ferenc, Szenczei László, Tavaszy Sándor, Vásárhelyi Z. Emil, Vita Zsigmond és Wass Albert.
Ez a szabad és kötetlen formájú munkaközösség a valóságban csak akkor élt, amikor a Kemény János által meghívott írók nyaranta pár napon át a marosvécsi várkastélyban vendégeskedtek s ott az erdélyi irodalom és kulturális élet időszerű kérdéseit megbeszélték. A tanácskozásról, a helikoni összejövetelek határozatairól jegyzőkönyv készült, amelyet gépelt másolatban a résztvevőknek megküldöttek. A helikoni közösség 1939-ig minden nyáron tanácskozott, a második világháború kitörése után már csupán egy alkalommal gyűltek össze Marosvécsen, 1942-ben, közben a meghívott írók Kolozsvárt találkoztak, ugyancsak Kemény Jánosnál, a volt Múzeum utca 6. szám alatti otthonában, megcsappant létszámmal. Ezeknek az utolsó értekezéseknek, valamint az 1933-as találkozónak nem maradt fenn írásos jegyzőkönyve.
A helikoni közösség kiválások és viták ellenére a romániai magyar írók legszámottevőbb és legjelentősebb irodalmi csoportosulása volt a két világháború közötti időszakban. Az első összejövetel idején a romániai magyar közéletben már bekövetkezett bizonyos konszolidáció, az írókat pedig a szétszórt akciók kudarca után nyilván vonzotta az egységes, de ugyanakkor kötöttségeket nem jelentő tábor eszméje, az összefogó jelszó, az erdélyi gondolat vagy másként a *transzilvanizmus. Ez egyelőre elégségesnek bizonyult egyfajta egységhez, s így vált lehetővé, hogy az első találkozón egymás mellé kerüljenek avantgardisták konzervatívokkal, radikálisok, volt emigránsok mágnásokkal vagy éppen püspökkel. Ez az írói parlament inkább volt egy liberális eszmény megvalósulása, mint valamiféle népfronti összefogás, noha később, a 30-as évek végén, a vásárhelyi találkozó idején ez a gondolat sem állott távol a Helikontól.
Kuncz Aladár megfogalmazása szerint „a szellemi csoportosulások között talán egész Európában a legösszefogóbb és legegyetemesebb kisebbségi alakulat, amely egyszer hivatva lesz arra, hogy a kisebbségi irodalmak tisztán művészi, pacifista eszméit bevigye az európai köztudatba” (Az erdélyi gondolat Erdély magyar irodalmában, 1929). Az Erdély az én hazám című esszéjében pedig kifejti: „Kisebbségi helyzetünknél fogva az irodalom nem lehet számunkra puszta dekoráció, de nem lehet hatalmi érdekeknek sem a szócsöve. Rendeltetésünk az, hogy csak a legtisztább irodalmi célokat szolgáljuk s azt a szellemet tükrözzük, mely a műveltségi érintkezésben egymáshoz simult népek védelme alatt a művészi értékek világrendjét akarja megteremteni. [...] Az a sokszor hangoztatott transzilvanizmus és a sokat vitatott erdélyi gondolat mindjárt első törekvéseiben is három különböző műveltségnek érintkező pontjait keresi. [...] Hogy ki milyen vallást követ, ki milyen világnézet szerint látja megoldhatónak a szociális bajokat? Avant tout – la littérature! Mindenekelőtt az irodalom!”
Sem a helikoni gondolat, sem a transzilvanizmus nem volt elvont, egyszer s mindenkorra adott kategória, hanem a történelmi változás hatására maguk az írók is belső változáson mentek át, bennük szintén munkált az önmeghaladás, a minőségért való, az ellaposodás elleni harc igénye. A fasizmus előretörése és a háború éveiben ugyanez az önmagát változtatva is megtartó erő óvja meg a Helikont a jobboldali áramlatokhoz sodródás veszélyétől, működése utolsó, háborús négy évében sem adva fel a népek testvériségének eszméjét. S amint Tabéry Géza írja az Emlékkönyvben (Kolozsvár 1930): „...a Helikon alakulásakor az erdélyi írók nagy részének tisztesen csengő nevük volt. Írókat a Helikon nem szült. Az eszmei tisztultságon túl mi volt hát az a nagy erő, amit a Helikon nyújtott az erdélyi magyar irodalom munkásainak? Mindenekelőtt az, hogy lehetőséget adott munkásságuk gondtalanabb kifejtésére. Kiszélesítette a terepet, ahová az irodalmi hatás kisugározhatott. [...] Olvasótáborunkat néhány hó alatt megsokszorozta. [...] Levette a gátló anyagi gondot az írók válláról. Folyóiratának megteremtésével a kritikai, esztétikai írásnak is állandó alapot biztosított, estélyeivel pedig vándorútjain hasznos közelségbe hozta egymással az írót és olvasót. Nyújtotta mind e segítséget a Helikon anélkül, hogy akár a közönség olcsó értéket kívánó tömegigényei, akár bármely politikai vagy világnézeti dogmák előtt kellett volna az íróknak meghajolniuk.”
A helikoni közösség vécsi találkozásainak napirendjén rendszeresen szerepelt a szabad kritikai szellem, az irodalmon kívüli szempontoktól mentes kritikai hang kialakítása, a román és erdélyi német irodalom megismertetése, a román és szász írók egyesületeivel, folyóirataival való kapcsolatteremtés (több találkozóra meghívót kaptak a román és szász írók képviselői is), a romániai magyar színjátszás ügyének támogatása, a hazai drámatermés ösztönzése és e művek színpadra segítése, az irodalmi társaságokkal és egyesületekkel való együttműködés (ezzel hozható összefüggésbe a KZST munkájának megélénkülése a 20-as évek végétől), az erdélyi tudományos élet támogatása, az írók külföldi tanulmányútjainak elősegítése, írói segélyek, díjak kiosztása, diákok irodalomtörténeti versenyeinek szorgalmazása, pályázat összefoglaló magyar irodalomtörténet megírására.
A művelődéspolitikai elképzelések megvalósítása pénzbeli alapok és adminisztráció nélkül nem lett volna lehetséges. Ezért elválaszthatatlan a helikoni munkaközösség működése az előtte megalakult Erdélyi Szépmíves Céh (ESZC) s a később megindult Erdélyi Helikon irodalmi folyóirat intézményes kereteitől. Az ESZC jogilag és igazgatásilag önálló kiadóvállalat volt és maradt, de a vécsi íróközösség eszmei irányítása alá került. A kéziratok lektorizálására az íróközösség jelölte ki az írókat, és minden összejövetelen Kós Károly beszámolt az elmúlt év gazdasági és kiadói eredményeiről. Egyes irodalompártolók esetleges adományai mellett az ESZC kiadványainak tiszteletdíjaiból levont bizonyos százalék is hozzájárult a vécsi tervek megvalósításához. Így a helikoni közösség magáénak tekintette ugyan az Erdélyi Helikont, mely kezdeményezésére indult, a közösség eszméit szolgálta s tanácskozásain jelölték ki a mindenkori főszerkesztőt, a lap megindítására mégis csak akkor kerülhetett sor, amikor az ESZC anyagilag a megjelentetést vállalhatta (1928).

## További irodalom
- Ligeti Ernő: Súly alatt a pálma. 1942. 89–92.
- Pomogáts Béla: Kuncz Aladár. Irodalomtörténeti Füzetek 61. Bp. 1968. 104–11.
- Pomogáts Béla: Az Erdélyi Szépmíves Céh két évtizede. Beszélgetés Kós Károllyal. Korunk 1972/1.
- Varró János: Adalékok a Helikon írói csoportosulásának történetéhez. Tanulmány I–II. Igaz Szó 1968/8, 9.
- Kacsó Sándor: Virág alatt, iszap fölött. Önéletrajzi visszaemlékezések. 1971. 449–54.
- Marosi Ildikó: Így indult a Helikon. Irodalomtörténeti dokumentumok. Utunk 1976/29
- Marosi Ildikó: A Helikon író-közösség. Fejezet a Bevezetőből. HLev I. 1979. 16–24.
- Czine Mihály: Nép és irodalom. II. Bp. 1981. 27–48.